# Joseph-Marie Gaudin
Pour les articles homonymes, voir Gaudin.
Joseph-Marie-Jacques-François Gaudin, dit Gaudin de Vendée (né le 15 janvier 1754 aux Sables-d'Olonne, mort le 21 août 1818 dans la même ville), est un négociant et un homme politique français.

## Biographie

### Un notable local
Fils de Joseph Gaudin, sieur de La Bardonnière et des Combes, conseiller du roi, maire des Sables d'Olonne, et de Marie Françoise Petitgars, la famille de Joseph-Marie Gaudin est d'origine espagnole. Installés depuis très longtemps aux Sables-d'Olonne, ses membres sont armateurs dans la pêche à la morue de père en fils. Son père, qui jouit d'une grande considération en qualité de commerçant et de maire de la commune, lui fait faire des études. Pendant la guerre d'indépendance américaine, Gaudin s'engage dans une compagnie de canonniers chargée de la défense des côtes, service qui lui prend peu de temps et ne l'éloigne guère du foyer domestique.
Licencié en droit, il devient négociant. En 1778, il épouse Mlle Dupleix, fille d'un maire des Sables-d'Olonne.
Ardemment patriote dès le déclenchement de la Révolution, c'est l'un de ses navires qui déploie le drapeau tricolore dans le port et le salue par une salve de canons. De même, il forme la garde nationale de la ville, dont il devient le commandant, et participe à la fondation de la société populaire, ce qui lui vaut d'être élu maire des Sables lors des élections municipales des 6 et 7 décembre 1790.
En juin 1791, à l'annonce de l'arrestation du roi à Varennes, le baron Robert de Lézardière réunit 300 hommes et une trentaine de nobles du pays dans son château de la Proutière. La nouvelle étant parvenue au district et à la commune des Sables, ceux-ci prennent le 27 un arrêté leur ordonnant de rendre leurs armes et de se laisser placer en état d'arrestation. La commune de Saint-Martin-de-Ré ayant envoyé un détachement de la garde nationale et deux canons par, 100 hommes et une pièce de douze sont dirigés sur Avrillé vers huit heures du soir, puis 80 hommes et une pièce de huit à minuit, tandis que des troupes doivent venir de Luçon et du chef-lieu du département. Les gens de la Proutière ayant laissé l'arrêté sans réponse, le maire rejoint, le 28, le corps expéditionnaire, fort de 564 hommes, avec plusieurs municipaux. Entre une et deux heures de l'après-midi, la colonne s'avance vers la Proutière. Toutefois, quand il arrive en vue du château, il est en flammes. Selon une tradition transmise par la famille de Lézardière, cet incendie est le fait de vagabonds étrangers au pays mêlés à l'avant-garde de la force armée. Le même jour, un autre château est brûlé dans la même paroisse de Poiroux, celui de Garnaud. Gaudin est accusé devant l'Assemblée d'en être responsable, mais il est défendu par Goupilleau de Fontenay,.

### Député de Vendée
Le 4 septembre 1791, il est élu, le 5e sur 9, député de la Vendée à l'Assemblée législative par 142 sur 227 votants et siège avec la majorité. Membre du Comité de marine, il signale le mauvais état de la Royale.
Le 3 septembre 1792, il est réélu à la convention nationale, le 3e sur 9, avec 258 voix sur 376 votants, et siège dans le Marais. À la tribune, il intervient pour demander la fermeture de la Sorbonne, « école de fanatisme et d'incivisme ». Lors du procès de Louis XVI, il vote en faveur de la détention pendant la guerre et l'exil à la paix. Ayant traité les conventionnels d'assassins au 2e appel nominal, trois coups de feu sont tirés sur lui quand il sort de la salle, sans l'atteindre, mais il obtient un congé et rentre aux Sables.

### Les deux batailles des Sables-d'Olonne
Durant son séjour, en février 1793, des troubles éclatent dans différents points de la Vendée. Apprenant qu'une troupe de paysans s'est portée chez les patriotes de Landeronde pour les désarmer, il se joint à une compagnie de grenadiers qui marche sur eux et les disperse; quelques prisonniers sont ramenés aux Sables. Peu après, le détachement de Fontenay-le-Comte, qui a relevé celui des Sables, est taillé en pièces à Palluau, tandis que Machecoul tombe aux mains des insurgés. Les républicains évacuent l'arrondissement, les administrateurs des districts et les gardes nationales se retirant aux Sables. La ville étant à son tour menacée, le commandement de la place est confié aux deux commandants de la garde nationale, à l'officier municipal Laisné et à Gaudin. Quelques jours plus tard, ce dernier reçoit le commandement général, le commandant Foucault étant placé sous ses ordres. Aussitôt il fait mettre la ville en défense, réquisitionne tous les canons, le service des pièces étant confié aux canonniers matelots du port, les vieux boulets et la mitraille, et envoie son frère vers l'île de Ré pour demander du secours; il revient avec un bataillon de volontaires d'environ 500 hommes.
Le 24 mars 1793 a lieu la bataille. Le lendemain de l'arrivée des volontaires de l'île de Ré, en effet, parvient la nouvelle que les insurgés sont établis au passage de la Grève. Marchant à leur rencontre avec 500 fantassins, 100 cavaliers et deux canons, le commandant Foucault parvient à les repousser dans la journée. Peu après le retour de la colonne, vers cinq heures du soir, on annonce l'arrivée d'un corps de 3 à 4 000 hommes. Les troupes sablaises repartent à l'attaque et le rencontrent à la Vénerie, à une demi-lieue des portes des Sables. Submergés par le nombre, ils parviennent à se replier en bon ordre, vers neuf heures du soir, et les insurgés se retirent.
Le 28 mars, 300 volontaires parviennent de Bordeaux par la mer, suivis par d'autres renforts. Le même jour, deux colonnes ennemies sont annoncées, par la route d'Olonne et celle de Nantes. C'est la deuxième bataille des Sables. Pendant la nuit, les insurgés mettent le siège devant la ville. Toutefois, l'artillerie des Sables est d'un calibre supérieur, et ses pièces sont mieux servies. Devant le désordre qui règne dans les rangs ennemis, un détachement de Sablais tente une sortie, vers sept heures du soir, mais, doit renoncer devant la supériorité numérique de l'adversaire. Après quatre heures de combat, un boulet frappe les fourneaux ennemis, mettant le feu à leurs réserves de poudres. Les insurgés prennent alors la fuite, sous le feu de l'artillerie sablaise, victoire achevée par une charge de cavalerie.
Dans la soirée, des renforts arrivent, avec à leur tête le représentant en mission Niou et le général Boulard. Ce dernier veut s'attacher Gaudin comme adjudant général, mais celui-ci ne croit pas pouvoir accepter la proposition et conserve le commandement de la place jusqu'à l'expiration de son congé. Il en profite pour compléter la défense des Sables: il fait construire des parapets et des redoutes en pelouse et en fascines, dont il dirige les travaux, et crée un arsenal, où sont réparés les affûts endommagés, tandis que d'autres sont réalisés.

Le 8 avril, la Convention vote le décret suivant : 

« Mention honorable sera faite au procès-verbal et insérée au bulletin, de la prudence et de la bravoure qu'ont manifestées les citoyens Foucault et Gaudin, commandant les troupes cantonnées aux Sables.
La Convention décrète aussi que les habitants de la ville des Sables ont bien mérité de la patrie. »

### Les missions
Bourdon de l'Oise ne lui reproche pas moins son attitude durant le procès de Louis XVI devant les Jacobins, sans conséquence. De retour dans la capitale, Gaudin est adjoint par décret du 13 avril 1793 à Pierre-Jean-Baptiste Auguis et Jean-Louis Carra, chargés de la levée des 300 000 hommes dans les Deux-Sèvres et la Vendée. Leur mission est élargie à l'armée des côtes de La Rochelle par décret du 22 juin 1793. Il est rappelé par décret le 19 juillet, puis le 12 septembre. Bourdon de l'Oise ayant réitéré ses attaques, la conduite de Gaudin est soumise au Comité de sûreté générale. Le conventionnel doit se justifier et reconnaître avoir commis une erreur.
Après le 9-Thermidor, il est envoyé en mission auprès de l'armée de l'Ouest avec Étienne Chaillon, Pierre-Marie Delaunay, Louis Prosper Lofficial, Henri Menuau et Charles François Gabriel Morrisson par décret du 12 frimaire an III (2 décembre 1794). Présent lors des négociations du traité de La Jaunaye, il montre peu de confiance devant la promesse de Charette de ne plus reprendre les armes. Dans la prévision d'un nouveau soulèvement, il prévient l'un de ses secrétaires, du nom de Grossetière, qu'il demande un renfort de 15 000 hommes. Peu après, devant l'imminence d'une nouvelle prise d'armes, il envoie quinze hommes déguisés en Vendéens pour s'emparer de Charette, mais le coup de main échoue.
À l'annonce de l'insurrection du 1er prairial an III, il écrit à la Convention, avec son collègue Chaillon, pour féliciter la Convention de sa victoire. Rappelé par décret du 4 messidor an III (22 juin 1795), il écrit des Sables le 25 messidor (13 juillet) pour annoncer son prochain retour. Durant ce séjour, il se marie.

### Le Directoire et l'Empire
Le 21 vendémiaire an IV (13 octobre 1795), il est réélu par 26 voix sur 97 votants au Conseil des Cinq-Cents, où il s'oppose au club de Clichy. Puis, le 23 germinal an VI (12 avril 1798), il est nommé au Conseil des Anciens. Le 20 thermidor an VII (7 août 1799), il combat la résolution relative à la formation d'une garde du Corps législatif, comme dangereuse et tendant à exciter les divisions et les querelles entre les grenadiers du Corps législatif et les autres troupes. Le 3e jour complémentaire an VII (19 septembre 1799), il se plaint des traits satiriques dirigées par Louis-Jacques Savary contre les députés qui ont pacifié la Vendée et s'oppose, comme une dépense inutile, à la formation d'une légion destinée aux départements de l'Ouest pour mettre fin aux menées royalistes, en vain. Le 2 vendémiaire an VIII (24 septembre 1799), il est élu secrétaire du Conseil des Anciens.
Après le coup d'État du 18 brumaire, qu'il n'a pas accueilli avec une grande faveur, il se rallie à la nouvelle constitution et, le 4 nivôse an VIII (25 décembre 1799), il est l'un des 300 députés des anciens conseils appelés par le Sénat conservateur à siéger au Corps législatif. Le 19 germinal suivant (9 avril 1800), il est nommé sous-préfet de l'arrondissement des Sables-d'Olonne,. Pendant la cérémonie du couronnement de Napoléon, il contracte, par suite d'un refroidissement, une paralysie dont il ne se remettra jamais. Se retirant alors aux Sables, il retrouve alors ses plaisirs de jeunesse, consacrant ses dernières années aux conversations de salon et aux belles-lettres.